# سام جانون
سام جانون (8 فبراير 1947 - 5 فبراير 2021) (بالإنجليزية: Sam Gannon)‏ هو لاعب كريكت أسترالي. شارك مع منتخب أستراليا الوطني للكريكت.

## وصلات خارجية
- سام جانون على موقع إي آس بي آن كريك إنفو (الإنجليزية)
- سام جانون على موقع ويزدن الهند (الإنجليزية)